# 第48屆廣播金鐘獎
第48屆廣播金鐘獎是2013年臺灣傳媒業界的年度盛事之一，以表揚2013年度傑出的臺灣廣播從業人員，主題為「萬象金鐘 創新璀璨」。該屆頒獎典禮由中國電視公司承辦廣播金鐘獎頒獎典禮於2013年（民國102年）10月18日下午7時（臺灣時間）在臺北市國父紀念館舉行，由唐從聖與楊千霈擔任主持人。

## 過程
本屆金鐘獎頒獎典禮的導播由中國電視公司的四位導播劉應鐘、楊少驊、傅慧芬、孫怡芬擔任，頒獎典禮伴奏由阿咪擔任，星光大道的高畫質電視轉播由公共電視台負責。

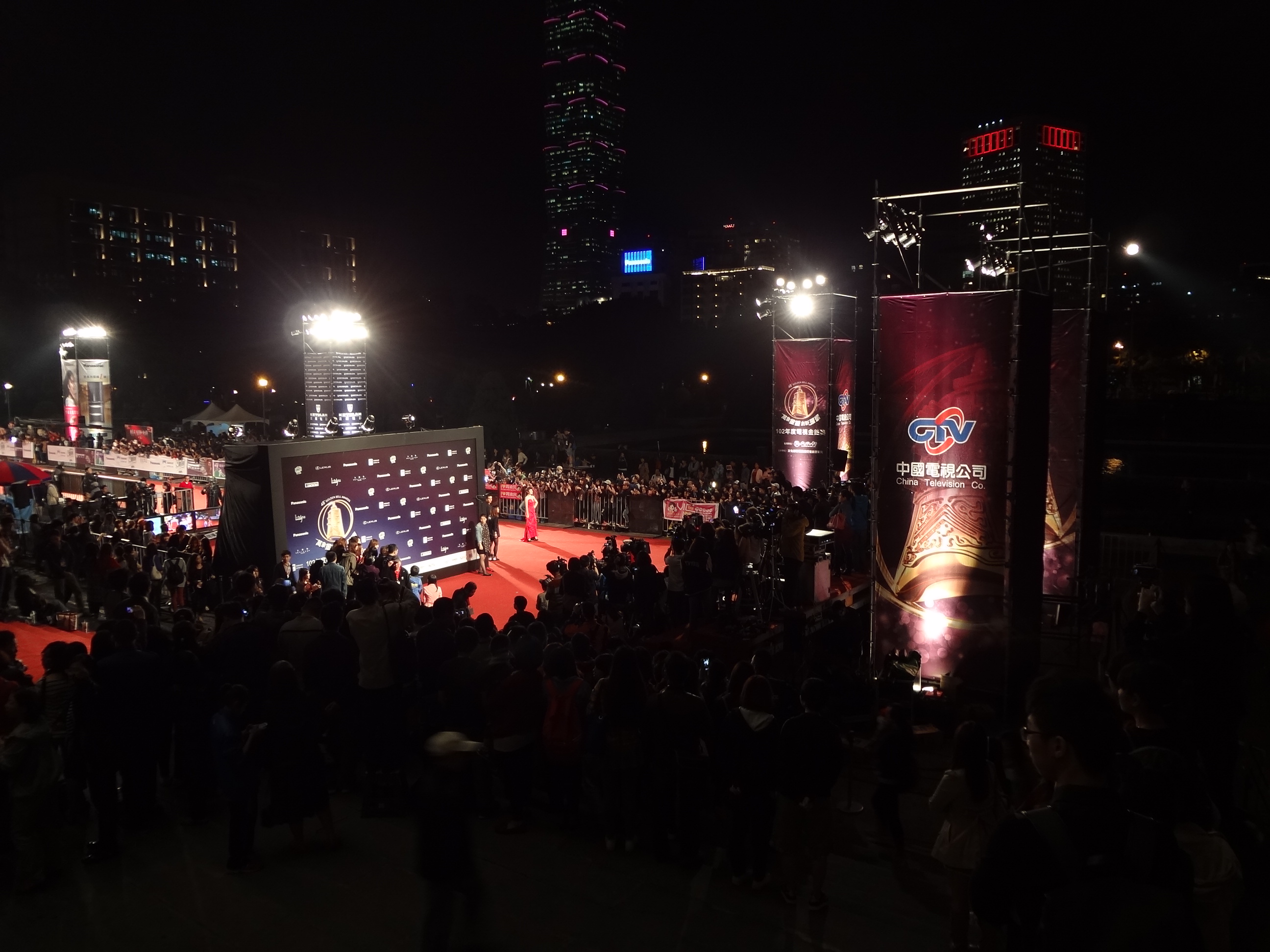
電視金鐘獎星光大道
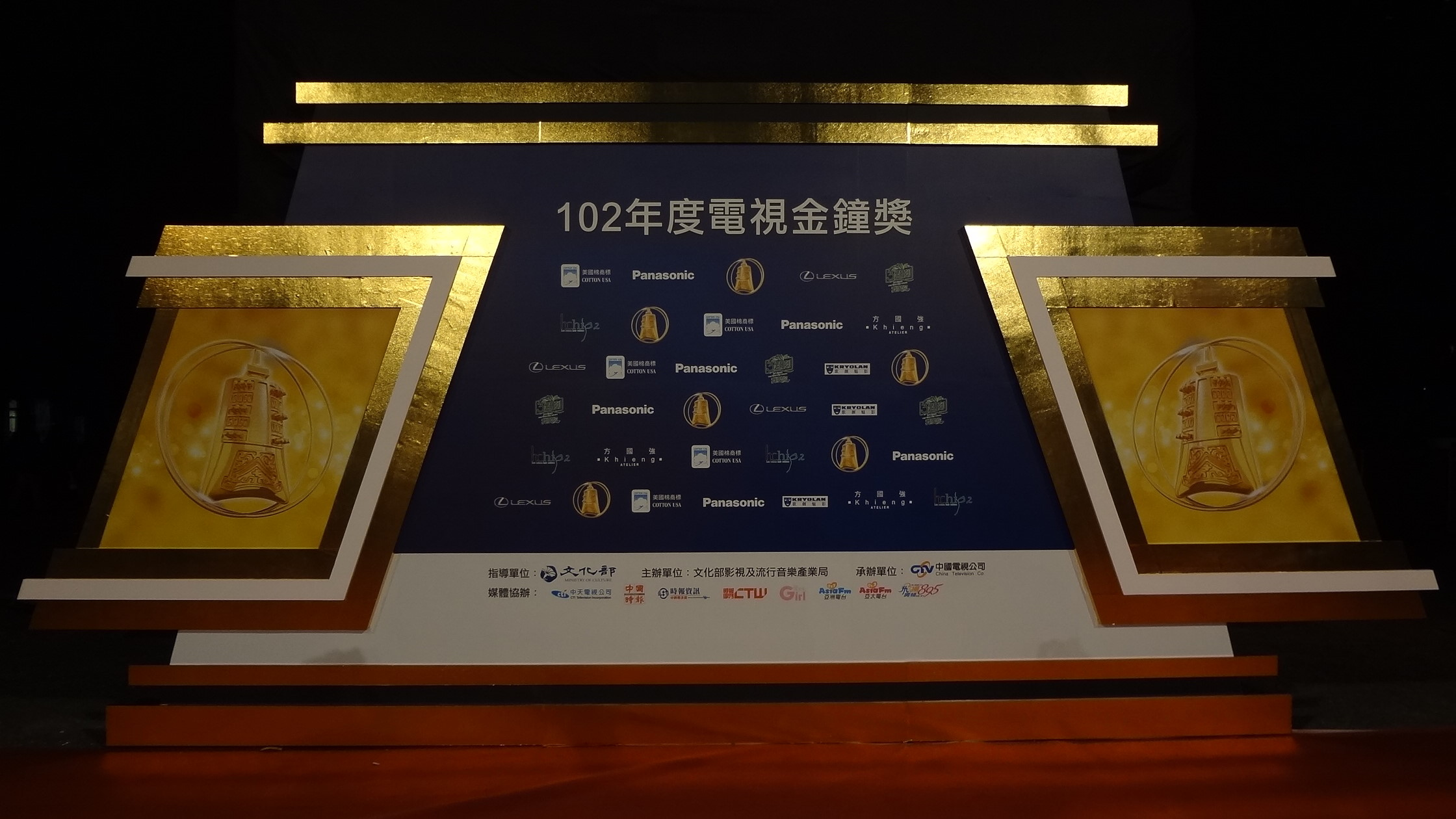
電視金鐘獎星光大道起點廣告看板
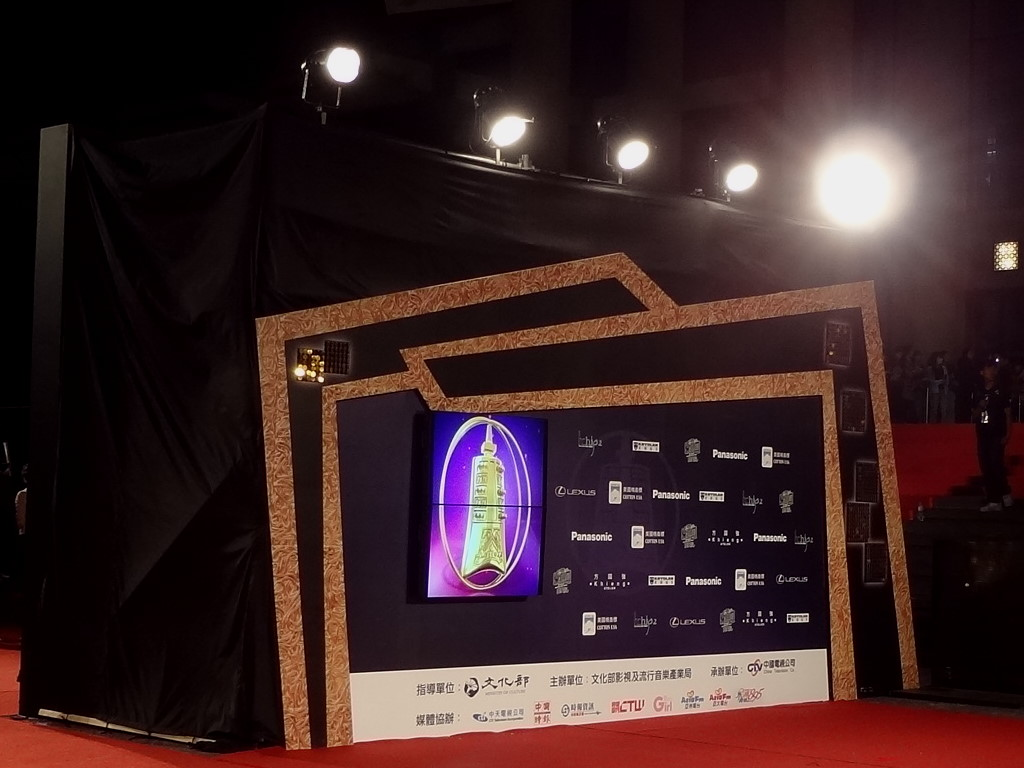
電視金鐘獎星光大道來賓接受主持人訪問點
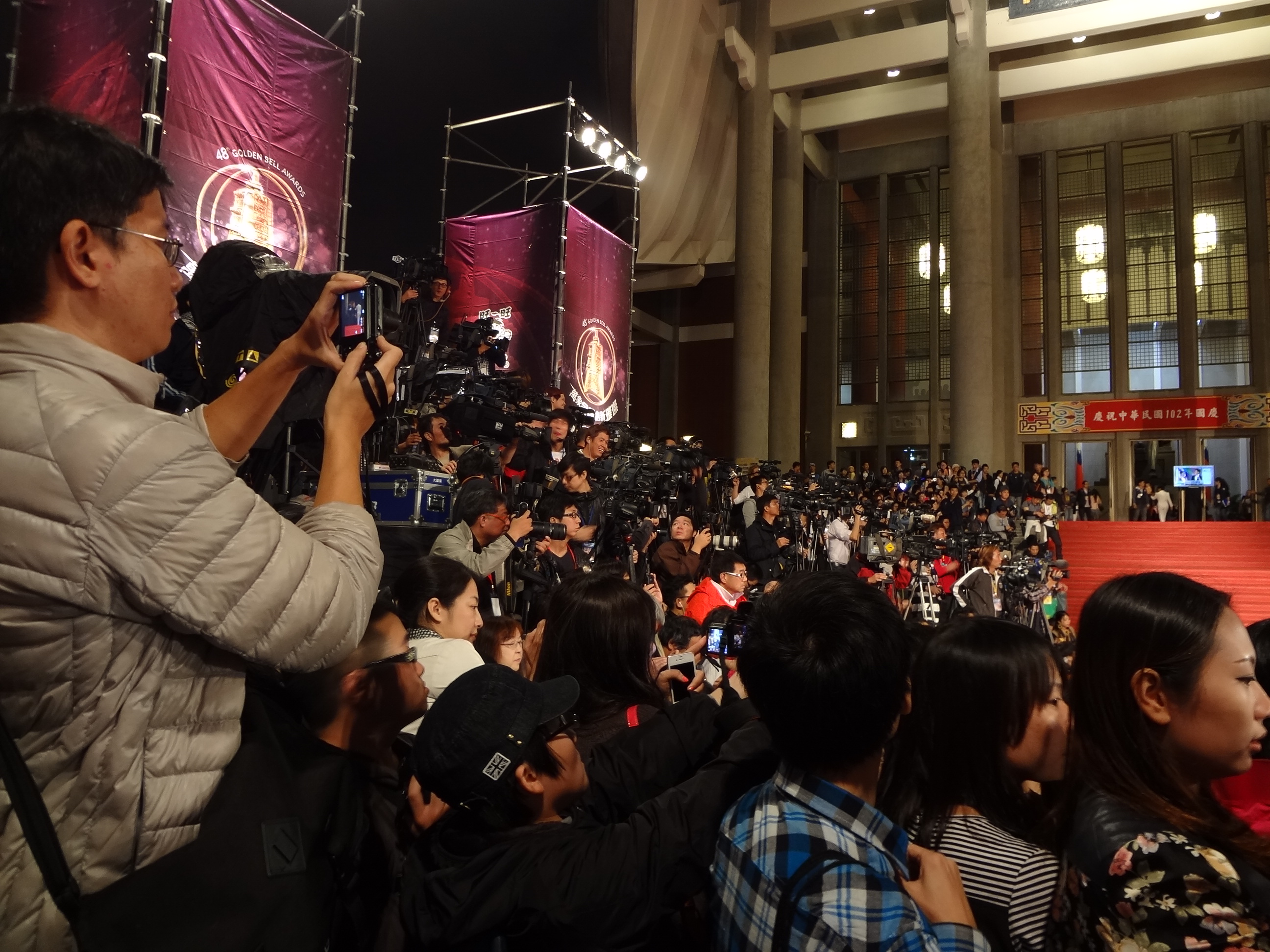
電視金鐘獎星光大道記者席
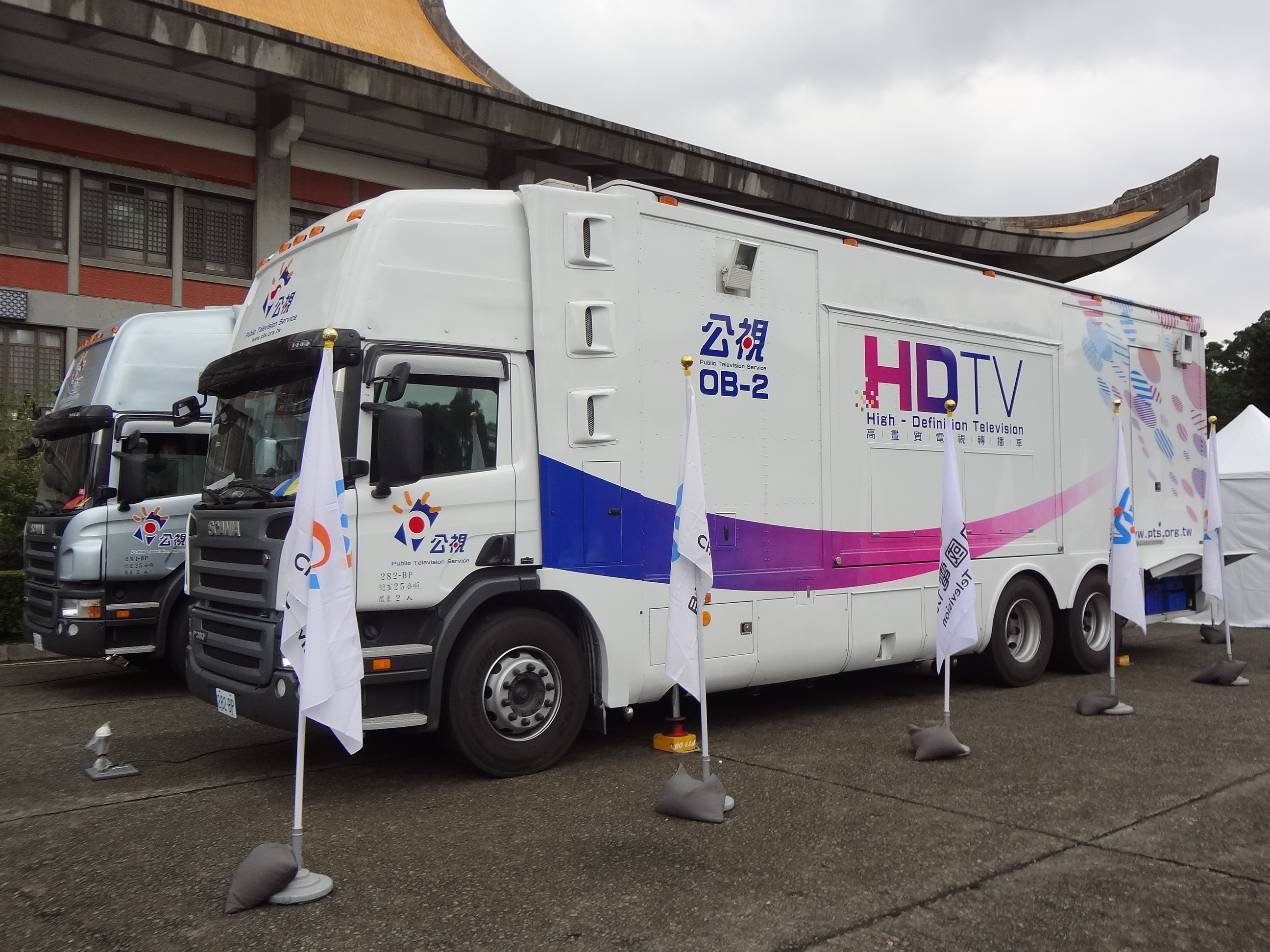
公共電視台派出的高畫質轉播車
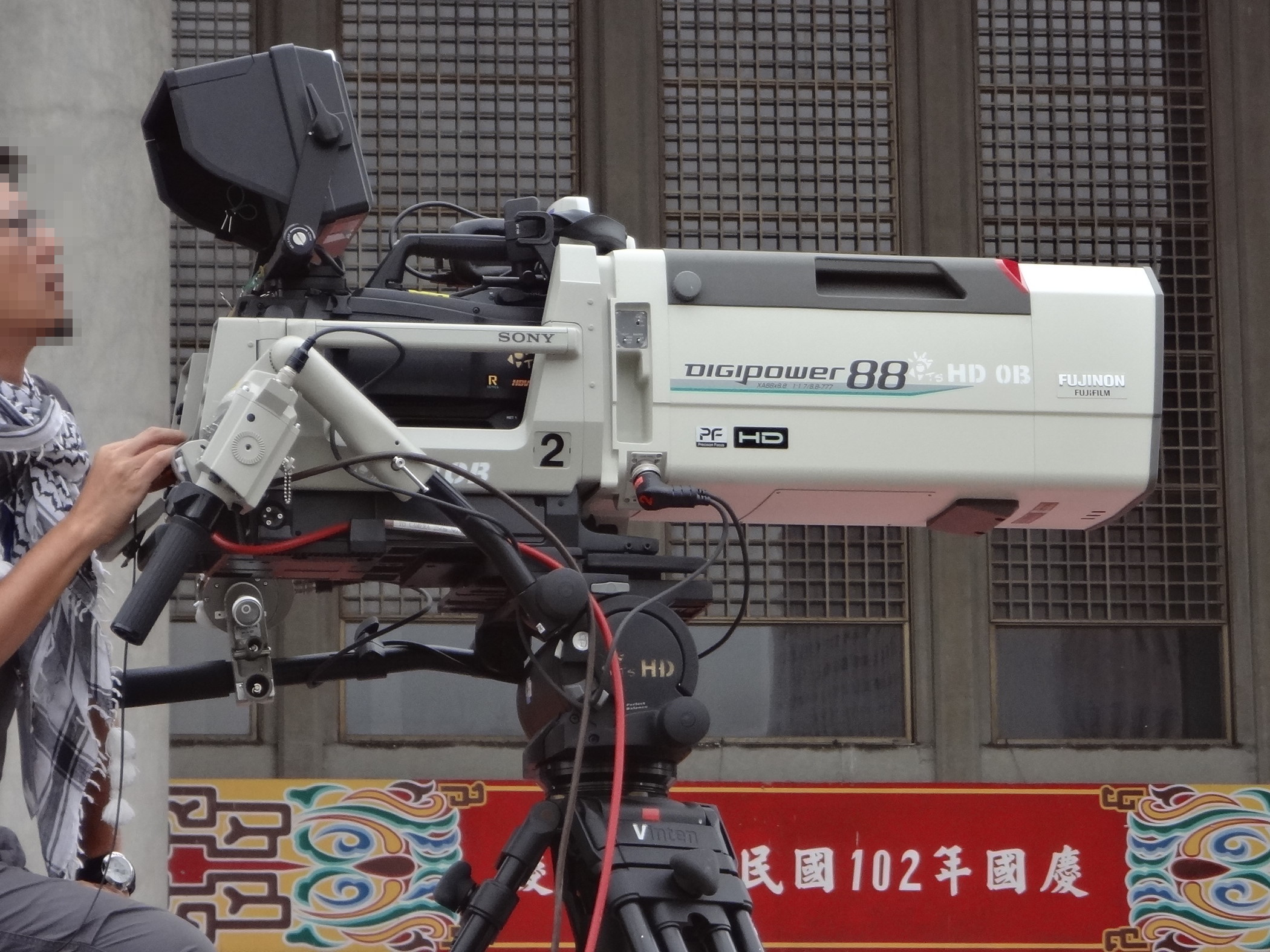
公共電視台的高畫質攝影機
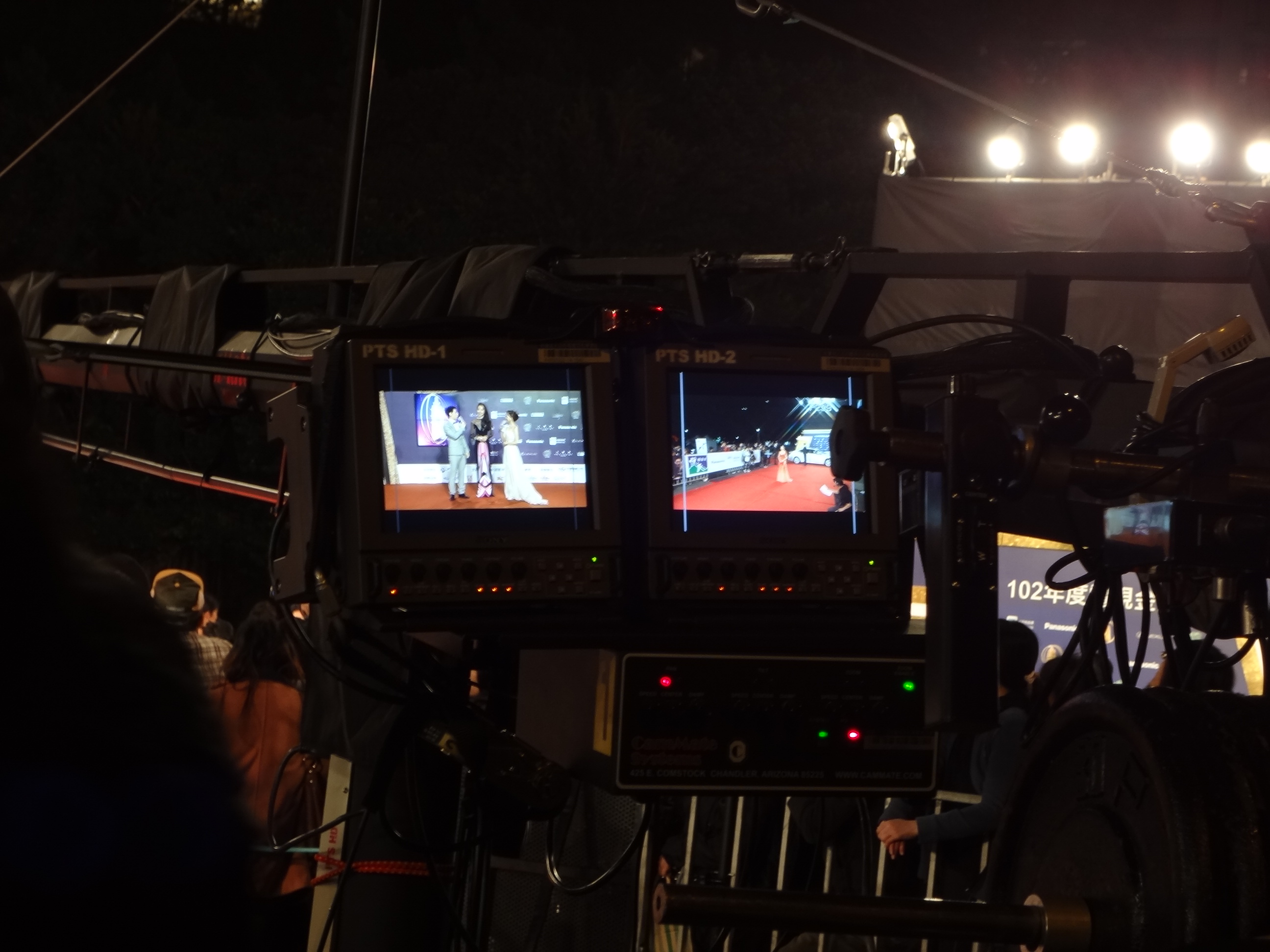
公共電視台的攝影吊臂顯示器

## 入圍暨得獎名單
下列之標記為該獎項得獎者。

## 評審名單
總主委：簡靜惠

## 外部連結
- 102年廣播金鐘獎得獎名單 （页面存档备份，存于）.文化部影視及流行音樂產業局.2013-10-21